# Zhang Ruishu
Zhang Ruishu (en chino simplificado, 张瑞书; pinyin, Zhāng Ruìshū; Jianzha, China, 21 de febrero de 1893 - 31 de diciembre de 1968) fue un obrero y militar chino que participó en la guerra civil española.

## Biografía
Nacido en la pobreza extrema y ya huérfano siendo ya adolescente, sin trabajo, analfabeto y desesperado, se embarcó junto con otros 2.000 hombres chinos con destino a Marsella en plena Primera Guerra Mundial, en la que Francia estaba necesitada de mano de obra. Cuando terminó la guerra, Ruishu decidió quedarse en el país y terminó trabajando en una fábrica de Renault y uniéndose al Partido Comunista de Francia en 1925.
Con el comienzo de la guerra civil española, Zhang Ruishu se une a las Brigadas Internacionales en 1936, junto con Liu Jingtian. La intención de ambos era la de entrar en la sección de ametralladoras, pero al tener más de cuarenta años, fueron sanitarios. De Zhang Ruishu se destacó la valentía, y fue herido en tres ocasiones rescatando heridos del frente.
En septiembre de 1937 apareció en la portada de la revista Estampa, y Mao Zedong les envió un estándar de seda vía el diario de París Jiuguo Shibao, que actualmente se exhibe en el Museo de la Revolución de Pekín.
Ruishui cayó en el alcoholismo, volvió a China y fue víctima de la Revolución Cultural.